# Marcilhac-sur-Célé
Marcilhac-sur-Célé è un comune francese di 209 abitanti situato nel dipartimento del Lot nella regione dell'Occitania.

## Società

### Evoluzione demografica
Abitanti censiti